# Foster (månekrater)
Foster er et nedslagskrater på Månen. Det befinder sig på Månens bagside og er opkaldt efter den canadiske fysiker John Stuart Foster (1890 – 1964).
Navnet blev officielt tildelt af den Internationale Astronomiske Union (IAU) i 1970.

## Omgivelser
Fosterkrateret ligger sydøst for det større Joulekrater.

## Karakteristika
Randen af Fosterkrateret er let eroderet, og de smalle indre vægge skråner direkte ned til den forholdsvis mørke kraterbund. Randen har en lille udadgående bule langs dens sydvestlige side. Der findes et småkrater på bunden ved siden af den nordlige rand. Et lille nedslag i den sydøstlige del af bunden er omgivet af et dække af materiale med høj albedo, så det fremstår som en lys plet.

## Satellitkratere
De kratere, som kaldes satellitter, er små kratere beliggende i eller nær hovedkrateret. Deres dannelse er sædvanligvis sket uafhængigt af dette, men de får samme navn som hovedkrateret med tilføjelse af et stort bogstav. På kort over Månen er det en konvention at identificere dem ved at placere dette bogstav på den side af satellitkraterets midte, som ligger nærmest hovedkrateret. Fosterkrateret har følgende satellitkratere:
| Foster | Længde  | Bredde   | Diameter |
| ------ | ------- | -------- | -------- |
| H      | 23,2° N | 139,6° V | 25 km    |
| L      | 21,0° N | 140,5° V | 32 km    |
| P      | 20,2° N | 143,5° V | 36 km    |
| S      | 22,9° N | 143,7° V | 36 km    |

## Måneatlas
- Billeder af Fosterkrateret i LPI-måneatlasset